# Охлябинин, Андрей Петрович
Князь Андрей Петрович Охлябинин (ум. после 1562) — русский военный и государственный деятель, воевода в царствование Ивана Грозного.
Из княжеского рода Охлябинины. Младший из двух сыновей воеводы князя Петра Фёдоровича Охлябинина. Старший брат — князь Дмитрий Петрович Охлябинин, упомянутый в 1544 году третьим воеводой в Туле, в 1549 году воевода войск левой руки в Коломне, а после первый воевода в Пронске "за городом".

## Биография
В октябре 1551 года записан триста двадцать девятым в третью статью московских детей боярских. Осенью 1555 года князь Андрей Петрович Охлябинин служил воеводой во Мценске. В 1556 году воевода «с перваго сроку, з Благовещеньева дни» в Карачеве; служил там и в 1557 году.
В июле 1558 года «после отпуску больших воевод» князь А. П. Охлябинин был оставлен в Калуге «на берегу» вторым воеводой в полку левой руки. Тогда же местничал с воеводами Д. Карповым и князем Г. Мещерским, на что из Москвы от царя Ивана Грозного был прислан ответ: «Писал к нам князь Андрей Охлябинин, что велено ему быти в левой руке, а окольничему Долмату Карпову в сторожевом полку, а князю Григорью Мещерскому в передовом полку; и ему для их в левой руке быти невозможно. И то князь Ондрей дурует; ведая, мы своих холопей на свою службу посылаем, где кому пригоже быти… И ты (главный воевода князь М. И. Воротынский) бы им то от нас сказал, чтобы они по нашему наказу и по росписи на нашей службе быти и списков (подчиненных им детей боярских) не возьмут, и им от нас быти в великой опале».
В конце лета 1558 года князь Андрей Петрович Охлябинин ходил во Мценск со сторожевым полком вторым воеводой в связи с сообщением, что к реке Красная Меча подошел крымский царевич с большим татарским отрядом. В 1559 году второй воевода войск левой руки нам берегу Оки. В 1562 году второй воевода войск правой руки в Серпухове.
Оставил после себя единственного сына — Василия Борца.

## Критика
В Русской родословной книге А.Б. Лобанова-Ростовского князь Андрей Петрович показан бездетным. В родословной книге из собрания М.А. Оболенского, в поколенной росписи поданной в 1682 году в Палату родословных дел указан единственный сын, князь Василий Андреевич Борец. В родословной книге М.Г. Спиридова с прозванием "Борец", указан князь Андрей Васильевич, сын князя Василия Фёдоровича Охлябинина, а данный князь Андрей Петрович показан бездетным.